# Morey-Saint-Denis
Morey-Saint-Denis é uma comuna francesa na região administrativa da Borgonha-Franco-Condado, no departamento de Côte-d'Or. Estende-se por uma área de 7,79 km². Em 2010 a comuna tinha 676 habitantes (densidade: 86,8 hab./km²).